# Verpa digitaliformis
Verpa digitaliformis Pers., 1822 è un fungo primaverile della famiglia Morchellaceae che possiede un gambo molto lungo; il cappello ricorda vagamente la mitra di una Morchella (pur se privo delle caratteristiche introflessioni nella carne) ed infatti il suo genere appartiene alla famiglia delle Morchellaceae.

## Etimologia
- Dal latino digitaliformis = a forma di ditale, riferito al cappello, e verpa = fallo.

## Descrizione della specie

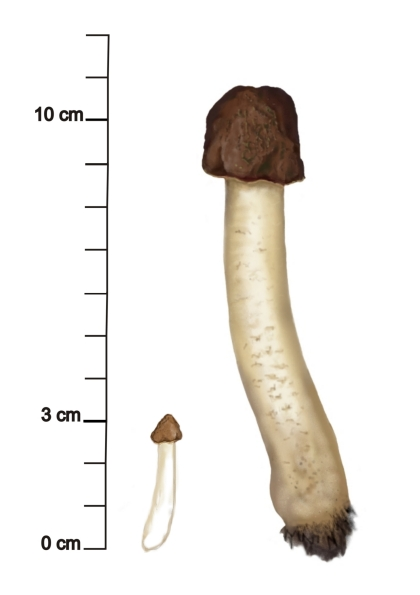
Altezze della
Verpa digitaliformis

### Mitra
2–3 cm, di colore ocra-bruno, alquanto piccolo, a forma di ditale, posto alla sommità del lungo gambo.

### Gambo
6-12 x 1–2 cm, affusolato, cilindrico, cavo, piuttosto fragile, finemente vellutato; di colore bianco-ocra.

### Carne
Fragile.
- Odore: spermatico, leggero ed incostante.
- Sapore: dolciastro, molto gradevole.

### Microscopia
Spore25-33 x 15-19 µm, ellissoidali, lisce, ialine, color crema in massa.
Aschiaschi octosporici.

## Distribuzione e habitat
Specie saprofita, quasi esclusivamente primaverile, fruttifica in boschi di latifoglie, al limitare dei prati, in
zone piuttosto umide o lungo corsi d'acqua.

## Commestibilità
Ottima, con estrema cautela in quanto, secondo recenti studi, contiene tracce di Gyromitrina, pericolosa micotossina termostabile.

Non è mai stata osservata Sindrome da Gyromitra causata dal consumo di detta specie, ma la prudenza è d'obbligo. Consumi moderati non dovrebbero arrecare alcun problema.

## Tassonomia

### Sinonimi e binomi obsoleti
- Monka digitaliformis (Pers.) Kuntze, Revis. gen. pl. (Leipzig) 3(2): 498 (1898)
- Verpa digitaliformis var. cerebriformis J. Moravec & Svrček, (1967)
- Verpa digitaliformis var. conica S. Imai, Sci. Rep. Yokohama Natl. Univ., Sect. 2 3: 27 (1954)
- Verpa digitaliformis Pers., Mycol. eur. (Erlanga) 1: 202 (1822) var. digitaliformis
- Verpa digitaliformis var. rufipes S. Imai, Sci. Rep. Yokohama Natl. Univ., Sect. 2 3: 27 (1954)[2]

### Specie simili
- A volte con Morchella conica oppure con alcune specie del genere Mitrophora.
- Ptychoverpa bohemica
- Raramente può ricordare Phallus impudicus e Phallus hadriani, che tuttavia raggiungono dimensioni nettamente maggiori ed hanno molte caratteristiche peculiari assenti nel genere Verpa: dall'odore estremamente sgradevole ed intenso alla presenza di una volva alla base del ricettacolo (il gambo).